# 24 Bootis
24 Bootis (24 Boo / g Bootis / HD 127243 / HR 5420) es una estrella de magnitud aparente +5,59 situada en la constelación de Bootes. Sin letra griega de Bayer, es habitualmente conocida por su número de Flamsteed. Se encuentra a 308 años luz de distancia del sistema solar.
24 Bootis es una subgigante amarilla de tipo espectral G3IV cuya temperatura superficial es de 5000 K aproximadamente. Su luminosidad es 51 veces mayor que la luminosidad solar. Es una estrella de rotación lenta —su velocidad de rotación es de 3,6 km/s, siendo éste un límite inferior que depende de la inclinación de su eje respecto a nosotros.
Tiene una metalicidad notablemente inferior a la solar, siendo su abundancia relativa de hierro entre un 23% y un 26% de la existente en el Sol. Por el contrario, el contenido de litio es un 82% mayor que el solar.
Su edad estimada es de 5740 ± 3360 millones de años.
A diferencia del Sol, 24 Bootis está considerada una estrella del disco grueso galáctico. Estas estrellas se mueven en órbitas distantes del centro del plano galáctico. La órbita galáctica de 24 Bootis, muy excéntrica (ε = 0,48), la lleva a alejarse hasta 1,05 kiloparsecs del centro del plano galáctico.